# 1993 a sportban
1993 legfontosabb sporteseményei a következők voltak:
- Egerszegi Krisztina úszó-Európa-bajnokságot nyer (100 és 200 m hát, 200 m pillangó, 400 m vegyes).
- Alain Prost nyeri a Formula–1-es világbajnokságot a Williams–Renault színeiben. Ez Prost negyedik világbajnoki címe. A francia versenyző a szezon végén visszavonul.
- Bajnokságot nyer a Kispest-Honvéd labdarúgócsapata.
- május 7–16. – Tamperében rendezték meg a 7. amatőr ökölvívó-világbajnokságot.
- szeptember 6–12. – Bursában rendezték meg a 30. amatőr ökölvívó-Európa-bajnokságot.
- szeptember 6. – november 1. – az Anatolij Karpov–Jan Timman közötti FIDE-sakkvilágbajnoki döntőt, amelyen Karpov megszerzi a FIDE-világbajnoki címet.
- szeptember 7. – október 21. – Londonban rendezik a Garri Kaszparov–Nigel Short közötti PCA sakkvilágbajnoki döntőt, amelyen Kaszparov megvédi klasszikus világbajnoki címét.

## Születések

### Január
- január 1.

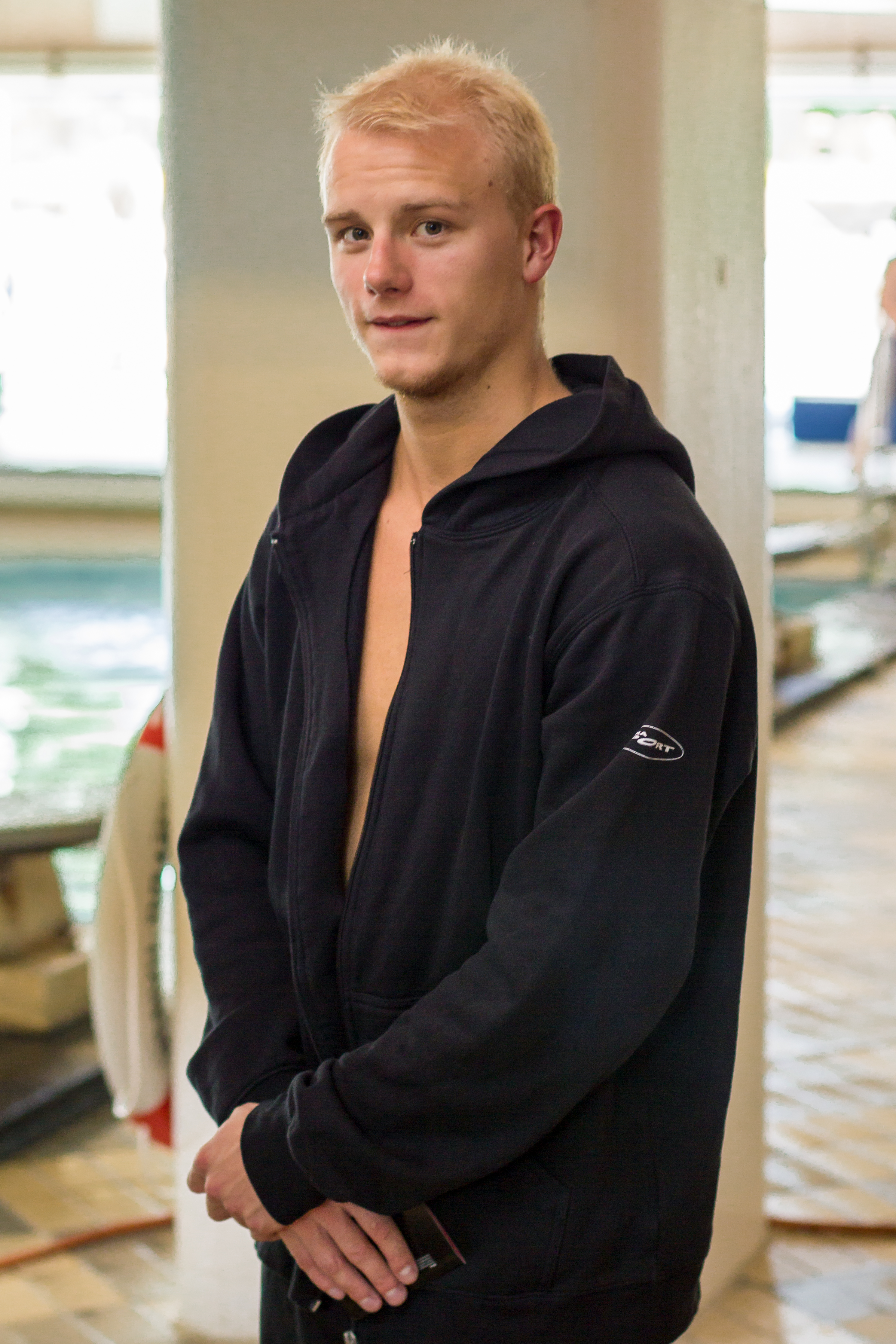
Jesper Tolvers

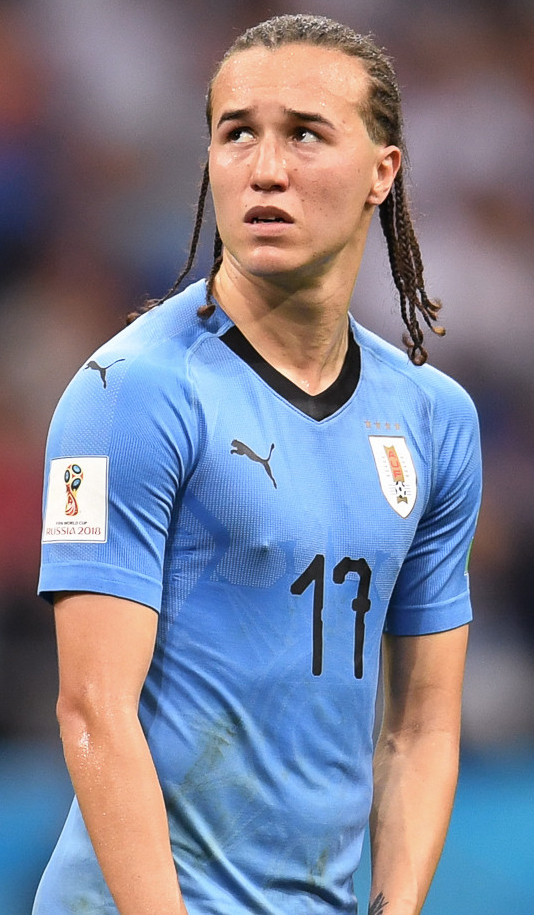
Diego Laxalt

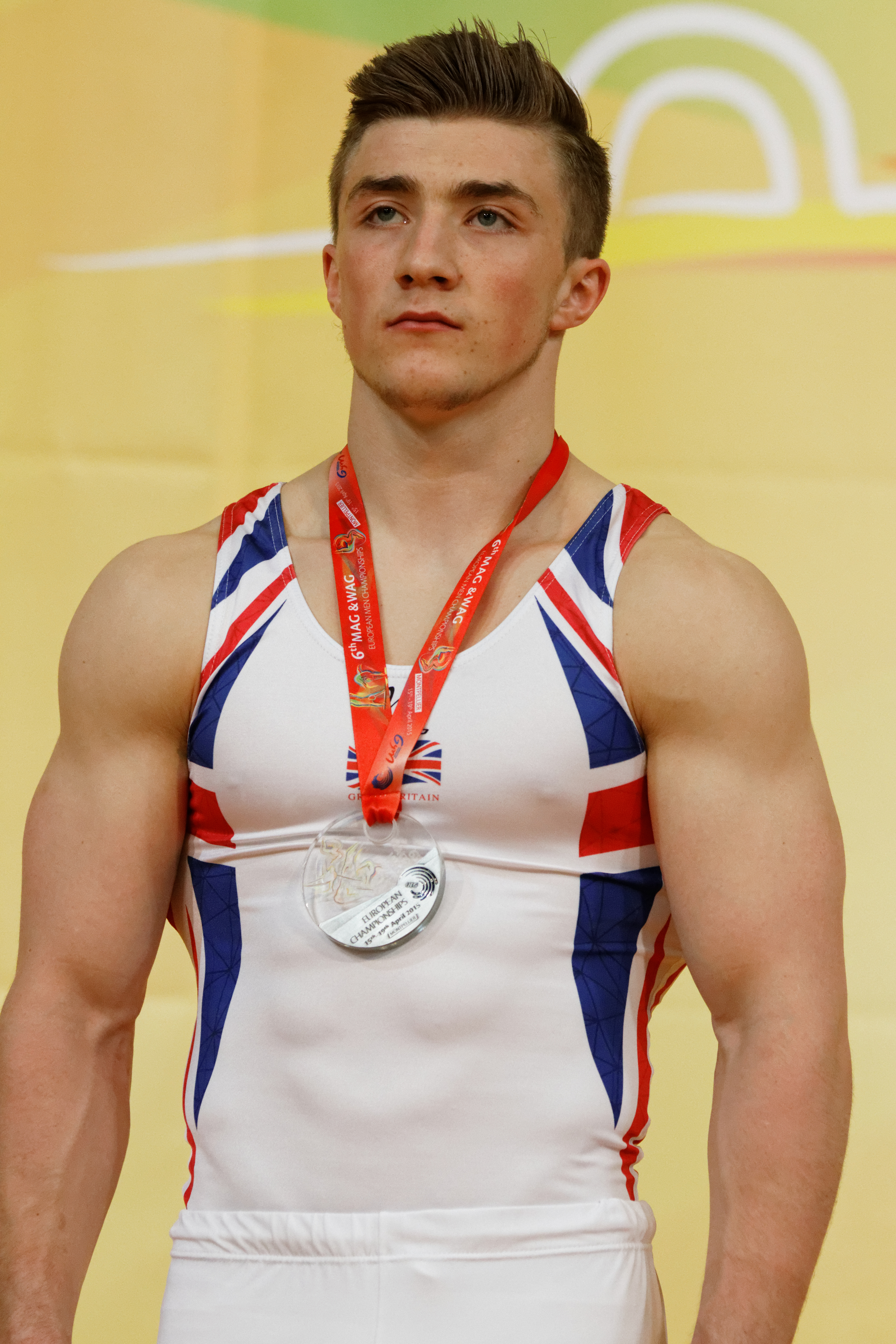
Sam Oldham

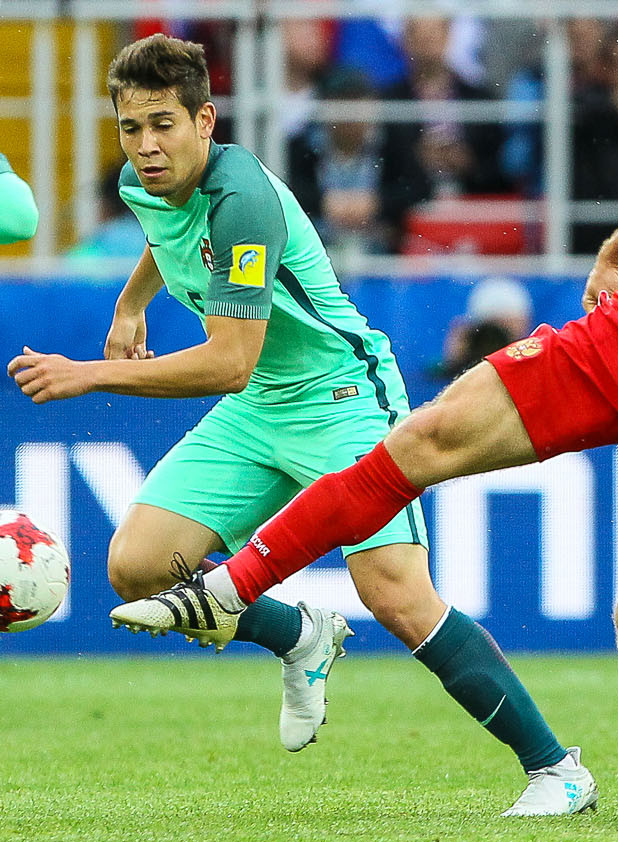
Raphaël Guerreiro

  - Abdoulaye Doucouré, francia születésű és korosztályos válogatott, mali válogatott labdarúgó
  - Jon Flanagan, angol labdarúgó
  - Sifan Hassan, etióp születésű holland olimpiai, világ- és Európa-bajnok atléta
- január 2.
  - Jonna Andersson, olimpiai ezüstérmes svéd női válogatott labdarúgó
  - Marcel Schrötter, német motorversenyző
- január 4. – Scott Redding, brit motorversenyző
- január 6. – Mite Cikarszki, észak-macedón válogatott labdarúgó
- január 7. – Markus Mendler, német labdarúgó
- január 9.
  - Lars Bryggman, svéd jégkorongozó
  - Szumit Malik, Ázsia-bajnoki ezüstérmes indiai szabadfogású birkózó
  - Tóth Ferenc, magyar labdarúgó
  - Anthony van den Hurk, holland születésű curaçaói válogatott labdarúgó
- január 11. – Christian Fassnacht, svájci válogatott labdarúgó
- január 12.
  - Branimir Hrgota, svéd válogatott labdarúgó
  - Lloyd Isgrove, walesi válogatott labdarúgó
  - Szaitó Akane, japán válogatott labdarúgó
  - Szaszaki Maju, japán válogatott labdarúgó
  - Christoph Zimmermann, német labdarúgó
- január 13.
  - Erdélyi Tamara, magyar labdarúgó
  - João Mário, portugál válogatott labdarúgó
  - Kasper Pedersen, dán labdarúgó
  - Marcel Schuhen, német labdarúgó
- január 15. – Ben Gibson, angol labdarúgó
- január 16. – Orosz Szilveszter, magyar jégkorongozó
- január 17.
  - José Sá, portugál válogatott labdarúgó
  - Borja Iglesias, spanyol válogatott labdarúgó
  - Derrick Williams, ír válogatott labdarúgó
- január 18. – Benito van de Pas, holland dartsjátékos
- január 19.
  - Adorján Krisztián, magyar labdarúgó
  - Biczó Bence, ifjúsági olimpiai és ifjúsági Európa-bajnok, felnőtt Európa-bajnoki ezüstérmes magyar úszó, olimpikon
- január 20. – Isacco Dotti, Spengler-kupa-győztes svájci jégkorongozó
- január 21. – Jakus Mercédesz, magyar labdarúgó
- január 23. – Favio Álvarez, argentin labdarúgó
- január 28.
  - Richmond Boakye, ghánai válogatott labdarúgó
  - John Brooks, amerikai válogatott labdarúgó
- január 30.
  - Lupkovics Dóra, magyar tőrvívó
  - Lasa Sindagoridze, grúz labdarúgó
- január 31.
  - Ku Boncshan, olimpiai és világbajnok dél-koreai íjász
  - Steffen Lie Skålevik, norvég labdarúgó

### Február
- február 1. – Laurent Abergel, francia labdarúgó
- február 2. – Ravel Morrison, angol labdarúgó
- február 4.
  - Jesper Tolvers, svéd műugró
  - Emiliano Rigoni, argentin válogatott labdarúgó
- február 5.
  - Rim Dzsongsim, kétszeres olimpiai bajnok észak-koreai súlyemelőnő
  - Turcsik Viktor, magyar gördeszkás
- február 6. – Nemanja Radoja, szerb válogatott labdarúgó
- február 7.
  - Filip Holi, horvát labdarúgó
  - Diego Laxalt, uruguayi labdarúgó
  - Todor Nedelev, bolgár válogatott labdarúgó
- február 11. – Tóth Barbara, magyar labdarúgó
- február 12.
  - Hekuran Kryeziu, svájci születésű koszovói válogatott labdarúgó
  - Szabó Boglárka, magyar labdarúgó
  - José Martínez, spanyol labdarúgó
- február 13. – Uroš Spajić, szerb válogatott labdarúgó
- február 15. – Geoffrey Kondogbia, közép-afrikai köztársaságbeli válogatott labdarúgó
- február 17.
  - Marc Márquez, spanyol motorversenyző
  - Sam Oldham, brit tornász
- február 18.
  - Bernabé Barragán, spanyol labdarúgó
  - Francesca Pomeri, olasz válogatott vízilabdázónő
- február 19. – Mauro Icardi, argentin válogatott labdarúgó
- február 20. – Pere Pons, spanyol labdarúgó
- február 21. – Davy Klaassen, holland labdarúgó
- február 23. – Tim Parker, amerikai válogatott labdarúgó
- február 24.
  - George Ford, ausztrál válogatott vízilabdázó, olimpikon
  - Łukasz Zwoliński, lengyel korosztályos válogatott labdarúgó
- február 25.
  - Conor Coady, U17-es Európa-bajnok angol válogatott labdarúgó
  - Mary Beth Dunnichay, amerikai műugró
- február 26.
  - Dombó Dávid, magyar labdarúgó, kapus
  - Jesé, U19-es Európa-bajnok és UEFA-bajnokok ligája-győztes spanyol labdarúgó
  - Aimee Willmott, Európa-bajnoki ezüstérmes brit úszó

### Március
- március 1.
  - Juan Bernat, spanyol labdarúgó
  - Josh McEachran, angol labdarúgó
  - Jordan Veretout, U20-as világbajnok, világbajnoki ezüstérmes, UEFA Nemzetek Ligája-, és UEFA Konferencia Liga-győztes francia válogatott labdarúgó
- március 2. – Adolis García, kubai baseballjátékos
- március 4.
  - Lucas Bijker, holland labdarúgó
  - Dobár Éva, ifjúsági Európa-bajnok úszó
  - Maxime Dupe, francia labdarúgó
  - Conor Townsend, angol labdarúgó
- március 5.
  - Youssouf Sabaly, francia labdarúgó
  - Harry Maguire, angol válogatott labdarúgó
- március 6. – Srp Miklós, atléta, gyalogló
- március 7.
  - Jackson Irvine, ausztrál válogatott labdarúgó
  - Misek Levente, magyar kosárlabdázó
  - Fernando Monje, spanyol labdarúgó
  - március 7. – Santy Ngom, szenegáli válogatott labdarúgó
- március 9. – George Baldock, angol labdarúgó
- március 10. – Jack Butland, angol labdarúgó
- március 11. – Marius Lode, norvég válogatott labdarúgó
- március 12.
  - Tyler Miller, amerikai korosztályos válogatott labdarúgó
  - Carlos Akapo, egyenlítői-guineai válogatott labdarúgó
- március 13. – Michael Santos, uruguayi válogatott labdarúgó
- március 15. – Paul Pogba, guineai származású francia labdarúgó
- március 18.
  - Brian Luciatti, argentin labdarúgó
  - Ivabucsi Mana, japán válogatott labdarúgó
- március 19.
  - Hakím Zíjes, marokkói válogatott labdarúgó
  - Mateusz Szwoch, lengyel korosztályos válogatott labdarúgó
- március 20. – Sloane Stephens, amerikai hivatásos teniszezőnő
- március 22. – Leila Ouahabi, spanyol válogatott labdarúgó
- március 23. – Gecse Gyula, magyar labdarúgó
- március 25.
  - Sam Johnstone, U17-es Európa-bajnok és Európa-bajnoki ezüstérmes angol válogatott labdarúgó
  - Kacper Przybyłko, lengyel korosztályos válogatott labdarúgó
- március 27. – Gonzalo Escalante, argentin labdarúgó
- március 30. – José Antonio Delgado Villar, spanyol labdarúgó
- március 31.
  - Jamal Thiare, szenegáli labdarúgó
  - Mikael Ishak, svéd válogatott labdarúgó

### Április
- április 1. – Sergiu Negruț, román labdarúgó
- április 2. – Tarik Tiszúdálí, marokkói válogatott labdarúgó
- április 3. – Abraham Frimpong, ghánai labdarúgó
- április 4. – Jakub Kornfeil, cseh motorversenyző
- április 5. – Maya DiRado, kétszeres olimpiai bajnok amerikai úszónő
- április 8.
  - Jeremie Bela, angolai válogatott labdarúgó
  - Vincenzo Renzuto Iodice, világliga ezüstérmes, valamint LEN-Európa-kupa győztes olasz válogatott vízilabdázó
  - Mikel Vesga, spanyol labdarúgó
- április 9. – Bohus Richárd, világbajnoki bronzérmes és Európa-bajnoki ezüstérmes magyar úszó
- április 11. – Florin Andone, román válogatott labdarúgó
- április 12. – Beke Adrienn, magyar labdarúgó
- április 16.Atte Ohtamaa, U18-as világbajnoki bronzérmes és olimpiai bajnok finn válogatott jégkorongozó
- április 17.
  - Race Imboden, világbajnoki ezüstérmes, olimpiai bronzérmes amerikai tőrvívó, modell
  - Patric, spanyol labdarúgó
  - Robin Lod, finn válogatott labdarúgó
- április 19. – Hólmbert Friðjónsson, izlandi válogatott labdarúgó
- április 21. – Jordan Romano, kanadai baseballjátékos
- április 22. – Telegdy-Kapás Boglárka, ifjúsági olimpiai bajnok, olimpiai bronzérmes, világ- és Európa-bajnok magyar úszónő
- április 25.
  - Raphaël Varane, világbajnok, Nemzetek Ligája-győztes, UEFA-bajnokok ligája-, UEFA-szuperkupa- és FIFA-klubvilágbajnokság-győztes francia válogatott labdarúgó
  - Anthony Lozano, hondurasi válogatott labdarúgó
- április 26. – Marko Macan, horvát válogatott vízilabdázó

### Május
- május 1.
  - Jean-Christophe Bahebeck, francia labdarúgó
  - Dylan DeMelo, amerikai jégkorongozó
  - Jean-Pierre Nsame, kameruni válogatott labdarúgó
- május 2.
  - Joachim Adukor, ghánai labdarúgó
  - Kővári Dániel, magyar golfozó
  - Facundo Quignon, argentin labdarúgó
- május 3. – Konsztandínosz Jenidúniasz, világbajnoki-, valamint világliga bronzérmes görög válogatott vízilabdázó
- május 4. – Bedő Krisztián, világbajnok magyar válogatott vízilabdázó
- május 7. – Nicolae Stanciu, román válogatott labdarúgó
- május 8. – Miha Blažič, szlovén labdarúgó
- május 9. – Elbasan Rashani, norvég születésű koszovói válogatott labdarúgó
- május 10. – Babos Tímea, magyar teniszezőnő
- május 12. – Kinyik Ákos, magyar labdarúgó
- május 13.
  - Romelu Lukaku, belga labdarúgó
  - Stefan Kraft, osztrák síugró
- május 14. – Kristina Mladenovic, francia hivatásos teniszezőnő
- május 15.
  - Tomáš Kalas, cseh labdarúgó
  - Bekhan Abdrahmanovics Ozdojev, Európa-bajnoki ezüstérmes orosz kötöttfogású birkózó
  - Diego Rubio, chilei válogatott labdarúgó
- május 18. – Fredrik Oldrup Jensen, norvég labdarúgó
- május 19.
  - Josef Martínez, venezuelai válogatott labdarúgó
  - Walker Zimmerman, amerikai válogatott labdarúgó
  - Emil Bergström, svéd válogatott labdarúgó
- május 20. – Juanmi, spanyol válogatott labdarúgó
- május 22. – Balogh Henrietta, magyar labdarúgó
- május 23. – Takagi Hikari, japán válogatott labdarúgó
- május 25.
  - Yanick Brecher, svájci korosztályos válogatott labdarúgó
  - Pierre Lees-Melou, francia labdarúgó
  - Danijel Petković, montenegrói válogatott labdarúgó
- május 26. – Gustav Valsvik, norvég válogatott labdarúgó
- május 28. – David Douline, francia labdarúgó
- május 30. – Sean McDermott, norvég születésű ír korosztályos válogatott labdarúgó

### Június
- június 2.
  - Csong Mjongszuk, világbajnoki és Ázsia-bajnoki bronzérmes észak-koreai női szabadfogású birkózó
  - Patrick Rakovsky, német labdarúgó
- június 3.
  - Nikon Jevtić, szerb labdarúgó
  - Andrea Santarelli, olimpiai és világbajnoki ezüstérmes, Európa-bajnok olasz párbajtőrvívó
- június 4. – Maggie Steffens, olimpiai és világbajnok, pánamerikai játékos és világkupa győztes amerikai válogatott vízilabdázó
- június 7. – Miro Aaltonen, olimpiai bajnok és Calder-kupa-győztes finn válogatott jégkorongozó
- június 8.
  - Gengeliczki Gergő, magyar labdarúgó
  - DeAnna Price, világbajnok amerikai atléta, kalapácsvető
- június 9.
  - Bihari Alexandra, magyar zsoké
  - Malin Holta, norvég válogatott kézilabdázó
- június 10.
  - Dolores Gallardo, spanyol válogatott labdarúgó
  - Trea Turner, World Series bajnok amerikai baseaballjatékos
- június 13.
  - Milan Jevtović, szerb korosztályos válogatott labdarúgó
  - Thomas Partey, Európa-liga- és UEFA-szuperkupa-győztes ghánai válogatott labdarúgó
- június 14. – Pawel Paczkowski, lengyel válogatott kézilabdázó
- június 15. – Csiba Szonoko, japán válogatott labdarúgó
- június 20. – Sead Kolašinac, bosnyák válogatott labdarúgó
- június 21.
  - Martina Carraro, világbajnoki ezüst és bronzérmes olasz úszó
  - Erik Janža, szlovén válogatott labdarúgó
- június 22. – Dominik Kun, lengyel korosztályos válogatott labdarúgó
- június 23. – Mihók Olivér, magyar sakkozó, nemzetközi nagymester
- június 24. – Justin Mengolo, kameruni válogatott labdarúgó
- június 26. – Amanda Sampedro, spanyol válogatott labdarúgó
- június 27. – Brenda Pérez, spanyol női labdarúgó
- június 30.
  - Mato Miloš, horvát válogatott labdarúgó
  - Trea Turner, World Series bajnok amerikai baseballjátékos

### Július
- július 5. – Luka Cindrić, Európa-bajnoki bronzérmes horvát válogatott kézilabdázó
- július 8. – Ergys Kaçe, albán válogatott labdarúgó
- július 9.
  - Mitch Larkin, világbajnok és olimpiai ezüstérmes ausztrál úszó
  - DeAndre Yedlin, amerikai válogatott labdarúgó
- július 10. – Korisánszky Dávid, világbajnoki bronzérmes magyar kenus
- július 12. – Mun Cshangdzsin, dél-koreai válogatott labdarúgó
- július 13. – Vécsei Bálint, magyar bajnok és magyar kupa győztes magyar válogatott labdarúgó
- július 14. – Rubén García, spanyol korosztályos válogatott labdarúgó
- július 19. – Dejan Stojanović, osztrák születésű, észak-macedón labdarúgó
- július 20. – Júnior Moreno, venezuelai válogatott labdarúgó
- július 21. – Cornel Ene, román labdarúgó
- július 22. – Christoffer Aasbak, norvég labdarúgó
- július 25. – Vidács Krisztina, magyar labdarúgó
- július 28.
  - Harry Kane, angol válogatott labdarúgó
  - Niklas Lomb, német labdarúgó
  - Moses Odubajo, angol labdarúgó
  - Josh Prenot, olimpiai és világbajnoki ezüstérmes amerikai úszó
  - Ivo-Valentino Tomaš, horvát labdarúgó († 2019)
- július 29.
  - Ilja Olegovics Kutyepov, orosz válogatott labdarúgó
  - Jamie Maclaren, ausztrál válogatott labdarúgó
  - Ayoze Pérez, spanyol korosztályos válogatott labdarúgó
- július 30.
  - André Gomes, portugál válogatott labdarúgó
  - Tanaka Jóko, japán válogatott labdarúgó

### Augusztus
- augusztus 1. – Mariano Díaz Mejía, dominikai válogatott spanyol labdarúgó
- augusztus 4. – Tatai Krisztina, magyar labdarúgó
- augusztus 6. – Inigo Ruiz de Galarreta, spanyol labdarúgó
- augusztus 8.
  - Miskolczi Márk, magyar jégkorongozó
  - Paulo Salemi, olasz származású brazil válogatott vízilabdázó
- augusztus 9.
  - Jordan Lefort, francia labdarúgó
  - Panajótisz Szamilídisz, ifjúsági világ- és Európa-bajnok, felnőtt Európa-bajnoki bronzérmes görög úszó
- augusztus 11. – Kevin Bua, svájci korosztályos válogatott labdarúgó
- augusztus 13.
  - Kevin Cordes, olimpiai és világbajnok amerikai úszó
  - Artur Andrejevics Gacsinszki, orosz műkorcsolyázó
  - Jonas Folger, német motorversenyző
  - Enzo Khasz, francia válogatott vízilabdázó
  - Jokojama Kumi, japán válogatott labdarúgó
- augusztus 14. – Krasznai Máté, magyar kötöttfogású birkózó.
- augusztus 15.
  - Cindy König, német női labdarúgó
  - Alex Oxlade-Chamberlain, angol labdarúgó
  - Diana Chelaru, világ- és Európa-bajnoki ezüst-, illetve olimpiai bronzérmes román tornász
  - Lévay Gergely, labdarúgó
- augusztus 16.
  - Miguel de Toro, Európa-bajnoki ezüstérmes spanyol válogatott vízilabdázó
  - Taylor Washington, amerikai labdarúgó
- augusztus 17.
  - Rodrigo Caio, olimpiai bajnok brazil válogatott labdarúgó
  - Johannes Geis, német labdarúgó
  - Fabian Herbers, német labdarúgó
  - Ederson Moraes, brazil labdarúgó
- augusztus 19. – Kenan Kodro, bosznia-hercegovinai válogatott labdarúgó
- augusztus 21. – Torbjørn Kallevåg, norvég labdarúgó
- augusztus 22. – Papp Petra, sakkozó, női nemzetközi nagymester, magyar bajnok
- augusztus 23. – Tyler Glasnow, amerikai baseballjátékos
- augusztus 25.
  - Sándor Zita, magyar labdarúgó
  - Bartosz Nowak, lengyel labdarúgó
- augusztus 28. – Oliver Berg, norvég labdarúgó
- augusztus 30.
  - Paco Alcácer, spanyol labdarúgó
  - Niklas Friman, olimpiai és világbajnok finn válogatott jégkorongozó
- augusztus 31. – Ronel Blanco, dominikai baseballjátékos

### Szeptember
- szeptember 1.
  - Mario Lemina, gaboni válogatott labdarúgó
  - Sergio Rico, Európa-liga-győztes spanyol válogatott labdarúgó
  - Jack Robinson, angol labdarúgó
  - William Troost-Ekong, nigériai válogatatt labdarúgó, olimpikon
- szeptember 2.
  - Tom Anderson, angol labdarúgó
  - Kim Minszok, világ- és Ázsia-bajnoki bronzérmes dél-koreai kötöttfogású birkózó
- szeptember 4.
  - Alex Bowen, világliga ezüstérmes amerikai válogatott vízilabdázó
  - Marco Fichera, olasz párbajtőrvívó
- szeptember 5. – Patrick Bamford, angol válogatott labdarúgó
- szeptember 7.
  - Dimitar Evtimov, bolgár labdarúgókapus
  - Kevin Stewart, angol labdarúgó
- szeptember 8. – Magdalena Eriksson, olimpiai ezüstérmes svéd női válogatott labdarúgó
- szeptember 9. – Antal Dóra, Európa-bajnok magyar válogatott vízilabdázónő
- szeptember 12. – Csou Feng, Ázsia-bajnok kínai női szabadfogású birkózó
- szeptember 16.
  - Bryson DeChambeau, amerikai profi golfozó
  - Andrew Wilson, világbajnok amerikai úszó
- szeptember 17.
  - Szofján Búfál, marokkói labdarúgó
  - Todd Kane, angol labdarúgó
  - Alex Lynn, brit autóversenyző
  - Yordy Reyna, perui válogatott labdarúgó
- szeptember 18. – Valentin Henry, francia labdarúgó
- szeptember 20.
  - Julian Draxler, világbajnok, konföderációs kupa-győztes és Európa-bajnoki bronzérmes német válogatott labdarúgó
  - Szvetlana Konsztantyinovna Kolesznyicsenko, olimpiai bajnok, világ- és Európa-bajnok orosz szinkronúszó
- szeptember 21. – Nemes Viktor, világbajnok és Európa-bajnoki ezüstérmes szerb kötöttfogású birkózó
- szeptember 23.
  - Sarah Ann Hildebrandt, pánamerikai bajnok és világbajnoki ezüstérmes amerikai női szabadfogású birkózó
  - Petteri Lindbohm, olimpiai és világbajnok finn jégkorongozó
  - Robin Propper, holland labdarúgó
- szeptember 24. – Jessy Pi, francia labdarúgó
- szeptember 27. – Mónica Puig, olimpiai bajnok Puerto Ricó-i teniszezőnő
- szeptember 29. – Olekszandr Volodimirovics Kalitov, ukrán labdarúgó
- szeptember 30.
  - Philipp Max, olimpiai ezüstérmes német válogatott labdarúgó
  - Badr Bánún, marokkói válogatott labdarúgó

### Október
- október 2. – Bóka Bendegúz, válogatott kézilabdázó
- október 3.
  - Fidan Aliti, svájci születésű albán-koszovói válogatott labdarúgó
  - Julio Cascante, costa rica-i labdarúgó
- október 4. – Marquinhos Pedroso, brazil labdarúgó
- október 5.
  - Mikey Ambrose, amerikai labdarúgó
  - Luciano Slagveer, surinamei származású holland labdarúgó
- október 6. – Daniel Rosero, kolumbiai labdarúgó
- október 7. – Andrew Tarbell, amerikai labdarúgó
- október 8.
  - Garbiñe Muguruza, venezuelai születésű spanyol hivatásos teniszezőnő
  - Nagy Mihály, Európa-bajnoki bronzérmes magyar szabadfogású birkózó
  - Darrell Wallace Jr., amerikai NASCAR-versenyző
  - Koldo Obieta, spanyol labdarúgó
- október 9. – Wesley So, Fülöp-szigeteki születésű amerikai sakkozó, nemzetközi nagymester
- október 12. – Alexander Jeremejeff, svéd válogatott labdarúgó
- október 13.
  - Macusita Nobuharu, japán autóversenyző
  - Clément Diop, szenegáli válogatott labdarúgó
- október 14. – Rafał Augustyniak, lengyel válogatott labdarúgó
- október 15. – Artyom Olegovics Szurkov, Európa-bajnok és világbajnoki bronzérmes orosz kötöttfogású birkózó
- október 16.
  - Frank Acheampong, ghánai válogatott labdarúgó
  - Luis Rioja, spanyol labdarúgó
- október 18. – Zarina Dias, kazah hivatásos teniszezőnő
- október 20. – Tokmac Nguen, kenyai származású norvég labdarúgó
- október 25.
  - Jordi Quintillà, spanyol labdarúgó
  - Xander Schauffele, olimpiai bajnok amerikai profi golfozó
- október 26.
  - Oscar Pino Hinds, pánamerikai bajnok kubai kötöttfogású birkózó
  - Fabian Hiszpański, lengyel korosztályos válogatott labdarúgó
- október 28. – Alina Anatoljevna Kaslinszkaja, orosz női sakkozó, nemzetközi mester, női nagymester, Európa-bajnok

### November
- november 2. – Dimítrisz Kurmbélisz, görög válogatott labdarúgó
- november 3. – Rodrigo Ely, brazil labdarúgó
- november 4. – Julien Laporte, francia labdarúgó
- november 5. – Jesús Jiménez, spanyol labdarúgó
- november 7. – Jürgen Locadia, holland labdarúgó, csatár
- november 8. – Batik Bence, magyar labdarúgó
- november 9. – Semi Ajayi, nigériai válogatott labdarúgó
- november 11. – Christian Fassnacht, svájci válogatott labdarúgó
- november 12. – James Wilby, világ- és Európa-bajnok brit úszó
- november 14. – Pinczi Anita, magyar labdarúgó
- november 15.
  - Nagy Viktória, magyar labdarúgó
  - Poór Patrik, magyar válogatott labdarúgó
- november 16.
  - Nélson Semedo, portugál válogatott labdarúgó
  - Ousseynou Thioune, szenegáli válogatott labdarúgó
- november 18. – Maximiliane Rall, német női válogatott labdarúgó
- november 21. – Georgij Tamazovics Dzsikija, orosz válogatott labdarúgó
- november 26.
  - Marin Jurina, bosnyák labdarúgó
  - Pulai Lilla, magyar labdarúgó
- november 29. – Takahasi Júki, világ- és Ázsia-bajnok japán szabadfogású birkózó

### December
| Születés     | Név                | Nemzetiség, sportág, eredmények                                                                               | Halálozás |
| ------------ | ------------------ | --- | --------- |
| december 1.  | Adama Mbengue      | szenegáli válogatott labdarúgó                                                                                |           |
| december 6.  | Robert Kobliasvili | Európa-bajnok és világbajnoki bronzérmes grúz kötöttfogású birkózó, olimpikon                                 |           |
| december 7.  | Natalie Hinds      | olimpiai bronzérmes és világbajnok amerikai úszónő                                                            |           |
| december 10. | Adrien Thomasson   | francia labdarúgó                                                                                             |           |
| december 11. | Keegan Rosenberry  | amerikai labdarúgó                                                                                            |           |
| december 14. | Antonio Giovinazzi | olasz autóversenyző, Formula–1-es pilóta                                                                      |           |
| december 16. | Julian Gressel     | / amerikai válogatott labdarúgó                                                                               |           |
| december 17. | Kenny Saief        | / amerikai és izraeli válogatott labdarúgó                                                                    |           |
| december 18. | Ana Porgras        | román tornász                                                                                                 |           |
| december 20. | Andrea Belotti     | Európa-bajnok olasz válogatott labdarúgó                                                                      |           |
| december 20. | Abdallah Ndour     | szenegáli labdarúgó                                                                                           |           |
| december 22. | Jakab Kata         | magyar bajnok és magyar kupagyőztes labdarúgó és futsaljátékos                                                |           |
| december 22. | Raphaël Guerreiro  | U21-es Európa-bajnoki ezüstérmes, Európa-bajnok és UEFA Nemzetek Ligája-győztes portugál válogatott labdarúgó |           |
| december 22. | Sergi Darder       | spanyol korosztályos válogatott labdarúgó                                                                     |           |
| december 27. | Kiszli Vanda       | világbajnok magyar maratoni kajakozó                                                                          |           |
| december 28. | Kjókava Mai        | U17-es világbajnoki ezüstérmes japán válogatott labdarúgó                                                     |           |

## Halálozások
- január 17. – Zombori Vilmos, magyar nemzetiségű román válogatott labdarúgó, kapus (* 1906)
- január 24. – Héctor De Bourgoing, Copa América győztes argentin, majd később francia válogatott labdarúgó (* 1934)
- február 10. – Rip Repulski, World Series bajnok amerikai baseballjátékos (* 1928)
- február 11. – Félix Ruiz, Európa-bajnok spanyol válogatott labdarúgó (* 1940)
- február 16. – Peter Molloy, angol labdarúgó, edző, bíró  (* 1909)
- február 23. – Helmut Braselmann, olimpiai és világbajnok bajnok német kézilabdázó (* 1911)
- március 2. – Bob Hammond, ausztrál ausztrál futballjátékos (* 1905)
- március 18. – Gyetvai Elemér világbajnok magyar asztaliteniszező (* 1927)
- április 13. – Wetzer Rudolf, magyar nemzetiségű román válogatott labdarúgó, csatár, edző (* 1901)
- május ? – Lengyel Árpád olimpiai bronzérmes, Európa-bajnok magyar úszó (* 1915)
- június 15. – James Hunt világbajnok angol autóversenyző (* 1947)
- június 26. – Roy Campanella, World Series bajnok amerikai baseballjátékos, National Baseball Hall of Fame and Museum tag (* 1921)
- július 17. – Dunay Pál Európa-bajnok magyar vívó (* 1909)
- szeptember 22. – Táncos Mihály, román-magyar válogatott labdarúgó, csatár, edző (* 1905)
- október 4. – Jim Holton, skót válogatott labdarúgó (* 1951)
- október 28. – Cal Koonce, World Series bajnok amerikai baseballjátékos (* 1940)
- november 8. – Francisco Zuluaga, kolumbiai válogatott labdarúgó, edző (* 1929)